# Casa de Karen
La casa de Karen (también conocida como Karen-Pahlevi, Karan-, Kiran-, Qaran- y Qaren-) era una familia de la aristocracia feudal de Hircania. La sede de la casa estaba ubicada en Nahavand, a unos 65 km al sur de Ecbatana (actual Hamadán, Irán). Eran considerado una de las siete grandes casas partas.
Los karenas, o Karan Vands, como también se les llama, pretendían descender de Karen, una figura del folclore y el hijo del igualmente mítico Kāveh el Herrero. Los primeros testimonios sobre los karenas son de la época arsácida, específicamente como una de las casas feudales afiliadas a la corte parta. En esto fueron similares a la Casa de Surena, la única otra casa feudal sancionada de la época parta. Tras la conquista de los partos, los karenas se aliaron con los sasánidas, en cuya corte se identificaron como uno de los llamados "clanes partos".
Después de la derrota sasánida ante el Califato Ortodoxo en la batalla de Nihavand, los karenas juraron lealtad al Califa. En 783 sin embargo, bajo Vandad Hormoz, se aliaron con la dinastía Bavand, los karenas proclamaron la independencia y se negaron a seguir pagando tributo. A pesar de repetidos (y algunos temporalmente exitosos) intentos de invandir el territorio ocupado por los karenas, durante el cual la familia se había retirado hacia el este a la región Savadkuh, algunas de las tierras de los karenas parece que se mantienen independientes hasta el siglo XI, después de lo cual la Casa de Karen ya no se encuentra sancionada. Otros miembros notables de la familia incluyen a Maziar, el nieto de Vandad Hormoz, y cuya devoción por el zoroastrismo y el desafío a los árabes le trajeron gran fama.
En 1910 o 1911, una sala del tesoro (popularmente llamado el "Tesoro del Sultán Zafar", después de su descubrimiento) fue encontrada cerca de Nahavand. El tesoro, que hasta entonces había tenido la condición de mitológico, ha pasado, hoy en día, a suponerse que una vez fue propiedad de los karenas.